# Gossip (álbum de Sleeping with Sirens)
Gossip es el quinto álbum de estudio de la banda estadounidense Sleeping with Sirens. El álbum fue lanzado el 17 de marzo de 2017 mediante Warner Bros. Records. El álbum fue auto-producido por Sleeping With Sirens y David Bendeth. Es el primer lanzamiento desde la salida de la banda de Epitaph Records y su primer lanzamiento de su sello discográfico y también marca un sonido bastante alejado al de sus orígenes como una banda de Post-hardcore. El álbum presenta una fusión de géneros musicales como Pop y Electropop. El sencillo principal, "Legends", fue lanzado el 14 de julio de 2017.

## Lista de canciones
| N.º | Título             | Duración |  |
| 1.  | «Gossip»           | 3:16     |  |
| 2.  | «Empire to Ashes»  | 3:17     |  |
| 3.  | «Legends»          | 3:43     |  |
| 4.  | «Trouble»          | 3:18     |  |
| 5.  | «One Man Army»     | 3:19     |  |
| 6.  | «Cheers»           | 2:48     |  |
| 7.  | «Closer»           | 3:36     |  |
| 8.  | «Hole in My Heart» | 3:34     |  |
| 9.  | «I Need to Know»   | 3:38     |  |
| 10. | «The Chase»        | 2:59     |  |
| 11. | «War»              | 3:52     |  |

| Bonus tracks de la edición deluxe |                  |          |  |
| N.º                               | Título           | Duración |  |
| 12.                               | «Broken Mirrors» | 3:14     |  |
| 13.                               | «My Life»        | 3:04     |  |

## Personal
Sleeping With Sirens
- Kellin Quinn - Voz principal, teclados
- Justin Hills - Bajo eléctrico, coros
- Jack Fowler - Guitarra principal, programación
- Nick Martin - Guitarra rítmica, coros
- Gabe Berham - Batería